# شعوب التاي
شعوب التاي هي الشعوب التي تتحدث (أو كانت تتحدث سابقًا) لغات التاي. يبلغ إجمالي عدد سكان التاي حول العالم حوالي 93 مليون نسمة، وأكبر المجموعات الإثنية هي داي، والتايلانديون، وإيسان، وتاي ياي (شان)، ولاو، وتاي آهوم، وتاي كاساي، وبعض شعوب شمال تايلاند.
ينتشر شعب التاي في معظم أنحاء جنوب الصين وجنوب شرق آسيا، مع وجود بعضهم (مثل تاي أهوم، وتاي كاساي، وتاي خاميانغ، وتاي خامتي، وتاي فاك، وتاي أيتون) يسكنون أجزاءً من شمال شرق الهند. تتشابه شعوب التاي ثقافيًا ووراثيًا إلى حد كبير، ولذلك يتم التعرف عليهم بشكل أساسي من خلال لغتهم.